# Vicariato apostolico di Melanesia
Il vicariato apostolico di Melanesia (in latino: Vicariatus Apostolicus Melanesiae) è una sede soppressa della Chiesa cattolica.

## Storia
Il vicariato apostolico di Melanesia fu eretto il 19 luglio 1844 con il breve Ex debito di papa Gregorio XVI, ricavandone il territorio dalla divisione del vicariato apostolico dell'Oceania occidentale, che diede origine anche al vicariato apostolico di Micronesia. Il vicariato apostolico comprendeva la Nuova Guinea, le isole Salomone e l'arcipelago di Bismarck.
L'evangelizzazione di queste terre fu affidata inizialmente ai missionari maristi. Tuttavia, dopo l'assassinio del primo vicario Jean-Baptiste Épalle e di altri missionari maristi, e la morte del secondo vicario Jean-Georges Collomb per febbre, la missione subì un arresto. Qualche anno dopo la morte di Collomb, essa venne affidata ai missionari italiani del PIME. Padre Paolo Reina fu nominato prefetto apostolico per la Melanesia e la Micronesia l'11 gennaio 1852; tra i missionari italiani si distinsero i sacerdoti Carlo Salerio e Giovanni Mazzucconi, morto martire nel 1855 nell'isola di Woodlark. Le difficoltà nella missione e la mancanza di forze costrinsero Reina e Salerio a riparare nel 1858 a Hong Kong, dove Reina morì il 14 marzo 1861.
Di fatto il vicariato rimase senza missionari e senza posti di missione dalla partenza di Reina, lasciando così il vicariato apostolico vacante fino al 1887; la cura pastorale solo nominalmente venne esercitata dal vicariato apostolico dell'Oceania centrale (oggi diocesi di Tonga).
Nel 1885 la missione, abbandonata da anni, fu affidata ai missionari del Sacro Cuore di Gesù; nel luglio di quell'anno tre missionari approdarono nell'isola di Yule, a 150 km. circa da Port Moresby, e il 4 luglio padre Enrico Verjus celebrò per la prima volta una messa nel Territorio della Papuasia; due anni dopo il confratello André Navarre fu nominato vicario apostolico.
Il 10 maggio 1889, in forza del breve Ut catholica fides di papa Leone XIII, le missioni in quella regione del Pacifico furono riorganizzate nel modo seguente: il vicariato apostolico di Melanesia cedette le isole Salomone e l'arcipelago di Bismarck al vicariato apostolico di Micronesia, che assunse il nome di vicariato apostolico della Nuova Britannia (oggi arcidiocesi di Rabaul); e contestualmente il vicariato apostolico di Melanesia assunse il nuovo nome di vicariato apostolico della Nuova Guinea (oggi arcidiocesi di Port Moresby).

## Cronotassi dei vescovi
- Jean-Baptiste Épalle, S.M. † (19 luglio 1844 - 19 dicembre 1845 deceduto)
- Jean Georges Collomb, S.M. † (19 febbraio 1846 - 16 luglio 1848 deceduto)
  - Sede vacante (1848-1887)
- Louis-André Navarre, M.S.C. † (17 maggio 1887 - 10 maggio 1889 nominato vicario apostolico della Nuova Guinea)